# Xian de Qumarleb
Le xian de Qumarleb (曲麻莱县 ; pinyin : Qūmálái Xiàn) est un district administratif de la province du Qinghai en Chine. Il est placé sous la juridiction de la préfecture autonome tibétaine de Yushu.

## Démographie
La population du district était de 21 272 habitants en 1999.